# Slide-Gitarre
Der Begriff Slide-Gitarre (deutsch: Gleitgitarre) bezeichnet eine Technik des Gitarrenspiels. Anstatt die Gitarrensaiten mit den Fingern auf das Griffbrett zu drücken und so die Tonhöhe zu verändern, lässt die Greifhand einen harten, glatten Gegenstand – zumeist aus Glas oder Metall – über dem Griffbrett mit nur leichtem Druck über die Stahlsaiten des Instruments gleiten (englisch: to slide). Typisch für Slide-Gitarren ist deren Glissando – ein „singender“, in der Tonhöhe stufenlos modulierbarer Klang, der eine präzise Intonation erfordert. Dazu wird ein Bottleneck (deutsch: Flaschenhals) oder ein Slide bar (Gleitstab) benutzt, wodurch diese charakteristische Klangfarbe entsteht. Jede mit Stahlsaiten bespannte Gitarre ist für diese Spieltechnik geeignet.
Es gibt für diesen Zweck ausgerichtete Instrumente wie die Lap-Steel-Gitarre oder die technisch aufwendigere Pedal-Steel-Gitarre. Auch die heute vor allem im Blues und Bluegrass eingesetzten Resonatorgitarren werden sehr oft als Slide-Gitarre gespielt.

## Geschichte

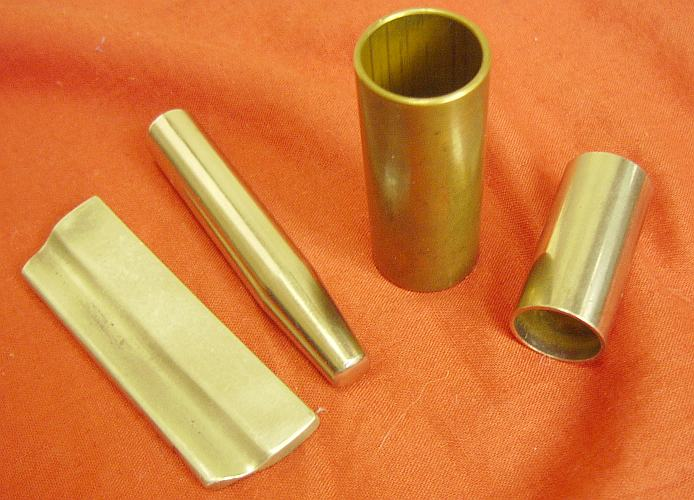
Slide-Werkzeuge: Steel Bar oder Bottleneck

Die Spieltechnik der Slide-Gitarre geht zurück auf zwei Musikkulturen:
Die traditionelle Hawaiimusik und damit auch die Spielweise der Slide-Gitarre war seit der Weltausstellung von 1915 in San Francisco besonders in den USA sehr populär. Die Musiker spielten mit einem Metallstab auf Gitarren (häufig aus dem Holz der Koa-Akazie), die sie im Sitzen quer über die Oberschenkel legten. Daher rührt der Begriff Lap steel (deutsch, wörtlich: „Schoß-Stahl“). Ein früher Virtuose dieser Stilrichtung war der hawaiische Gitarrist Sol Hoopii. Hawaiigitarren wurden ab den 1930er-Jahren auch als elektrische Instrumente mit massivem Korpus gebaut (Rickenbacker Model A-22 “Frying Pan”). Diese pazifische Version geht vermutlich zurück auf den Indischen Subkontinent, wo die waagrecht vor dem Musiker liegende Langhalslaute Gottuvadyam mit einem Slide gespielt wird.
In Japan wird die Saite der einsaitigen Brettzither Ichigenkin mit einer auf den Mittelfinger der linken Hand geschobenen Hülse gleitend verkürzt. In Zentralafrika werden einsaitige Stab- oder Brettzithern gespielt, bei denen mittels einer gespannten Sehne und einem darauf entlanggeführten Stück Holz stufenlose Tonhöhen erzeugt werden.
US-amerikanische Bluesgitarristen wie Bukka White und Elmore James machten nach dem gleichen Prinzip auf einem gespannten Stück Draht und mittels einer Flasche eigene Klang-Experimente. Die einfach konstruierten Instrumente afrikanischer Herkunft sind als Diddley Bow bekannt und oft individuell in Handarbeit gebaut. Beide Kulturen, afrikanisch und hawaiisch, haben in gegenseitiger Inspiration die Technik der Slidegitarre auf jeweils eigene Art weiterentwickelt.

## Slide- und Steel-Guitar
Die sitzend mit einem Metallstab in einer offenen Stimmung (Open Tuning) mit einem hohen Saitenabstand gespielte Gitarre der Hawaiier wurde von Musikern der Country-Musik übernommen. Dort werden überwiegend elektrische und akustische Gitarren, zudem Instrumente wie Dobro und Pedal-Steel-Gitarre verwendet. Bei letztgenannter, elektrisch verstärkter Weiterentwicklung der Lap-Steel-Gitarre handelt es sich um eine Tisch-ähnliche Konstruktion, bei der die Saiten einschließlich Hals ähnlich einer Zither horizontal auf einer Platte aufgezogen sind. Mittels Pedalen (namensgebend für Pedal-Steel), die über Stahlstangen mit dem Instrument verbunden sind, sowie zwei Kniehebeln kann die Spannung der Saiten und damit deren Tonhöhe zusätzlich zur Tonerzeugung mittels Bottleneck oder Steel verändert werden.
Bluesmusiker spielen Slide-Gitarre vielfach in der Haltung, wie sie für Lauteninstrumente typisch ist. Als Slide wurde zunächst ein abgebrochener und geschliffener Flaschenhals benutzt (der Bottleneck), der auf einen Finger der Greifhand gesteckt oder in der Hand gehalten wurde. Daraus entstand eine eigenständige Spieltechnik. Heutige, industriell hergestellte Bottlenecks sind wenige Zentimeter lange Röhren aus Glas, Kunststoff oder Metall, die in gleicher Weise eingesetzt werden. Auch auf elektrischen und akustischen Gitarren wird die Slide-Spieltechnik angewendet, zum Beispiel in verschiedenen Stilen des Blues, Folk und Rock.

## Grundlagen

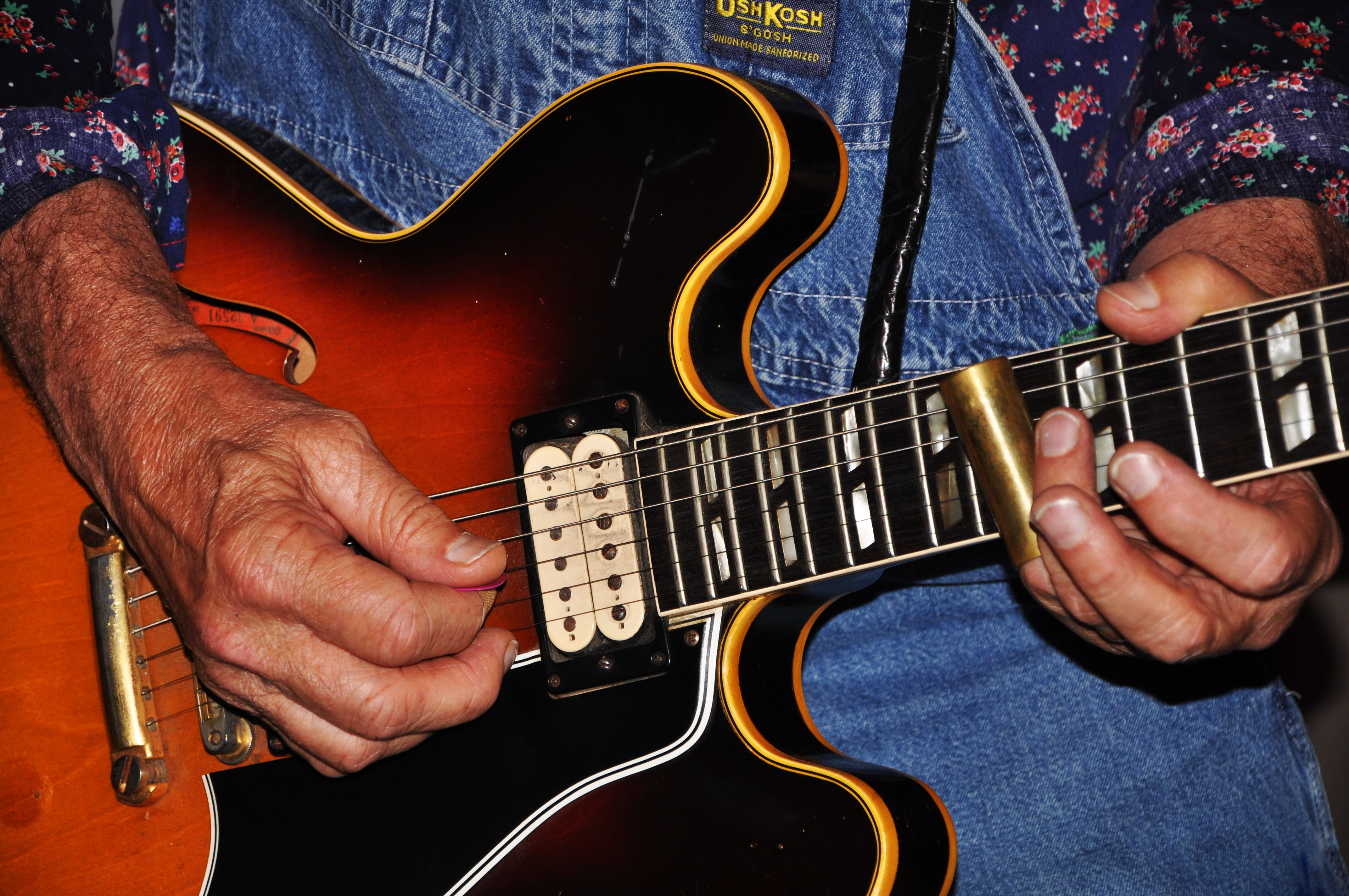
Slide-Gitarre von Elvin Bishop

Jede mit Stahlsaiten bespannte Gitarre – akustisch oder elektrisch – ist für die Slide-Spieltechnik geeignet. Dabei kommt es besonders auf die Saitenlage an, also auf den Abstand zwischen Griffbrett und Saiten. Während der Abstand zwischen Saiten und Griffbrett bei Greiftechniken möglichst gering sein sollte, ist es bei der Slide-Technik genau umgekehrt: bei einer tiefen Saitenlage kommen die Saiten durch den Auflagedruck des Slides in Berührung mit den Bundstäbchen und erzeugen beim Spielen unerwünschte Nebengeräusche. Als Kompromiss ermöglicht ein nur leicht erhöhter Saitenabstand von 1–2 mm die Kombination beider Spieltechniken – sowohl Slide als auch gegriffene Akkorde und Einzeltöne.
Für die Slide-Spieltechnik sind mit Bronze-, Phosphor- oder Bronze/Nickel-Draht umwickelte Saiten mittlerer oder hoher Saitenstärke gut geeignet. Auch das Material der Saiten ist eine Klang-Komponente. Bedeutender für den Klang des Slide-Spiels und die Länge des Nachhalls (englisch: Sustain) ist jedoch das Material der verwendeten Slides. Neben Ausführungen aus verchromtem Stahl gibt es Slides aus Messing, Glas, Keramik und anderen harten Materialien.

## Slide-Gitarristen (Auswahl)
Im Bereich der Blues- und Rockmusik gelten als bemerkenswerte Slide-E-Gitarristen:
- Duane Allman (Allman Brothers Band)
- Jeff Beck (solo)
- Ritchie Blackmore (Deep Purple, Rainbow)
- Michael Bloomfield (Butterfield Blues Band, Bob Dylan, solo, Studio)
- Ry Cooder (solo)
- Rory Gallagher (Taste, solo)
- Lowell George (Mothers of Invention, solo)
- George Harrison (The Beatles, solo)
- Mark Knopfler (Dire Straits, solo)
- Robbie Krieger (The Doors)
- Sonny Landreth (solo, Studio)
- David Lindley (Ry Cooder, solo)
- Steve Miller (Steve Miller Band)
- Micky Moody (Whitesnake)
- Jimmy Page (Led Zeppelin, solo, Studio)
- Chris Rea (solo)
- Kim Simmonds (Savoy Brown)
- Mick Taylor (The Rolling Stones)
- Derek Trucks (Allman Brothers Band, solo)
- Alan Wilson (Canned Heat)

Bekannte Vertreter des Fingerpicking unter Nutzung eines Bottlenecks auf 6- und 12-saitigen akustischen Gitarren sind John Fahey und Leo Kottke.